# Нолька (Медведевський район)
Нолька́ (рос. Нолька, марій. Нольо) — присілок у складі Медведевського району Марій Ел, Росія. Входить до складу Руемського сільського поселення.

## Населення
Населення — 101 особа (2010; 84 у 2002).
Національний склад (станом на 2002 рік):
- лучні марійці — 38 %
- росіяни — 32 %